# Chézy-sur-Marne
Chézy-sur-Marne település Franciaországban, Aisne megyében. Lakosainak száma 1308 fő (2022. január 1.). Chézy-sur-Marne Azy-sur-Marne, La Chapelle-sur-Chézy, Essises, Essômes-sur-Marne, Nesles-la-Montagne, Nogentel, Nogent-l’Artaud és Romeny-sur-Marne községekkel határos.

## Népesség
A település népességének változása:
| Lakosok száma | 1013 | 1262 | 1257 | 1327 | 1305 | 1335 | 1353 | 1351 | 1336 | 1308 |
|               | 1968 | 1982 | 1990 | 2006 | 2012 | 2015 | 2017 | 2019 | 2020 | 2022 |